# Un si joli village
Un si joli village is een Franse film van Étienne Périer die werd uitgebracht in 1979.
Het scenario is gebaseerd op de roman Le Moindre Mal (1970) van Jean Laborde.

## Samenvatting
Stéphane Bertin is een man van middelbare leeftijd die gehuwd is met een afstandelijke vrouw. Hun huwelijk is kinderloos gebleven. In het Noord-Franse Favières zetelt hij in de gemeenteraad. Hij ontleent zijn gezag echter vooral aan het feit dat hij de eigenaar is van een looierij waar heel wat mensen van het dorp hun brood verdienen. Die looierij is zowat de enige industriële activiteit van de streek.
Bertin vindt genegenheid en passie bij Muriel, de jonge dorpsonderwijzeres. Iedereen heeft weet van die relatie, niemand neemt het hen kwalijk want niemand vindt de koele vrouw van Stéphane sympathiek.
Tijdens een ruzie doodt Bertin per ongeluk zijn vrouw. Hij is beducht voor het gerechtelijk onderzoek. Evenzeer is hij bang zijn status en aanzien in het dorp te verliezen. Daarom besluit hij het lichaam te verstoppen. Hij legt iedereen uit dat zijn vrouw mysterieus is verdwenen. 
Een tijd later wordt het lichaam gevonden.

## Rolverdeling
| Acteur                   | Personage                                                        |
| ------------------------ | ---------------------------------------------------------------- |
| Victor Lanoux            | Stéphane Bertin                                                  |
| Jean Carmet              | rechter Fernand Noblet                                           |
| Valérie Mairesse         | Muriel Olivier, de onderwijzeres en de minnares van Bertin       |
| Michel Robin             | Gaspard, de stroper                                              |
| Gérard Jugnot            | Fréval, de hoteleigenaar                                         |
| Francis Lemaire          | meester Demaison, de advocaat van Bertin                         |
| Alain Doutey             | Debray, de administratieve verantwoordelijke van de leerlooierij |
| Gérard Caillaud          | Larsac, de potentiële koper van de looierij                      |
| Jacques Richard          | Maurois, de vakbondsafgevaardigde                                |
| Anne Bellec              | Nelly, de schoonzus van Bertin                                   |
| Bernard-Pierre Donnadieu | Arnoux, de garagist                                              |
| Mado Maurin              | Élodie, de dienstmeid van Bertin                                 |